# Piotr Nolasco

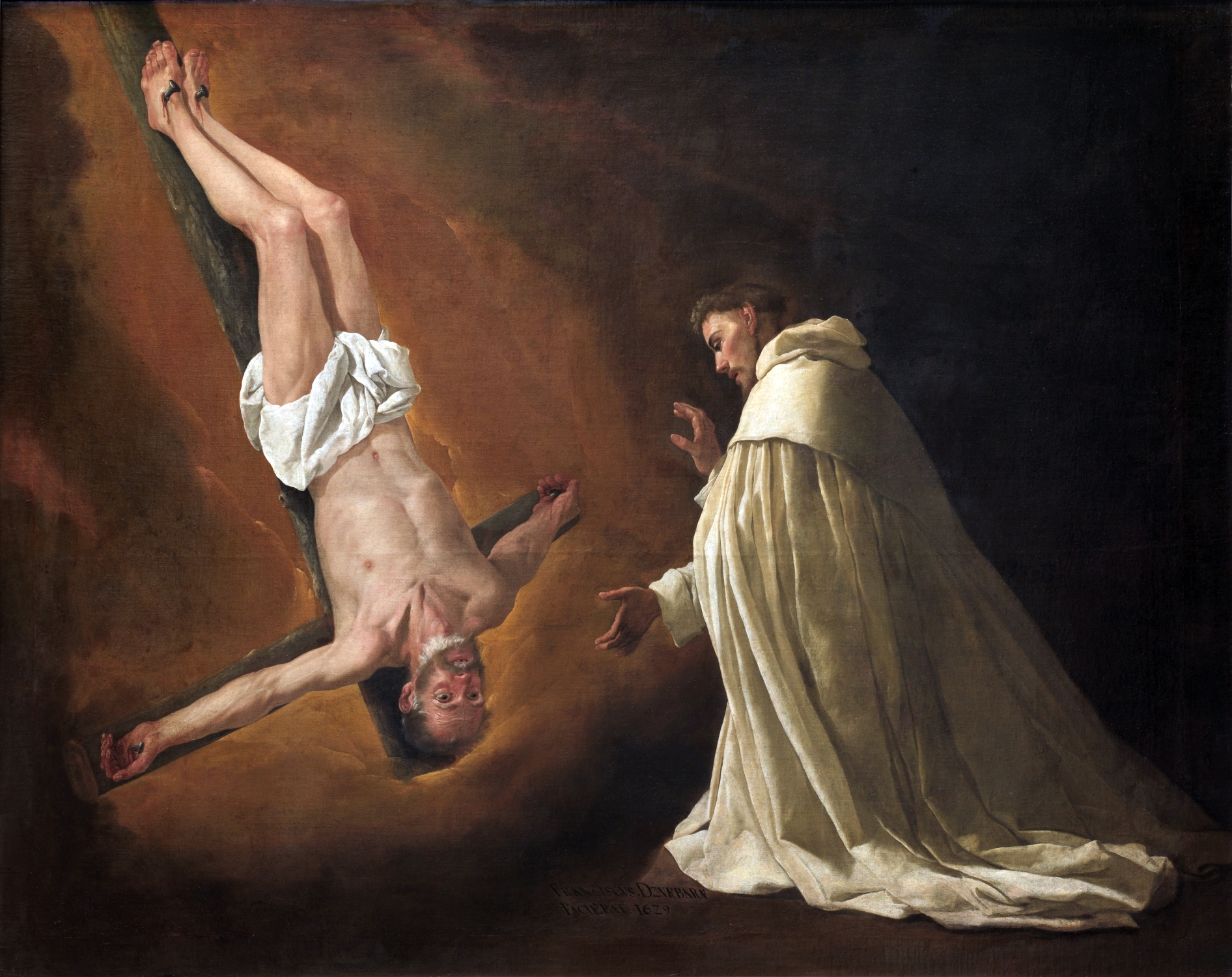
Objawienie apostoła Piotra przed świętym Piotrem Nolasco.

Piotr Nolasco, kat. Pere Nolasc, fr. Pierre Nolasque, hiszp. Pedro Nolasco (ur. 1182 lub 1189 w Carcassonne, zm. 25 grudnia 1256 lub 1259 w Barcelonie) – święty Kościoła katolickiego, założyciel Zakonu Najświętszej Maryi Panny Miłosierdzia dla Odkupienia Niewolników (łac. Ordo Beatae Mariae Virginis de Mercede).

## Życiorys
Piotr pochodził z zamożnej rodziny. Po zakończeniu edukacji u cystersów w Tuluzie wstąpił do armii Szymona z Montfort i brał udział w wojnach albigeńskich. Pod wpływem widzenia, które miał w nocy z 1 na 2 sierpnia 1218, kiedy to ukazała mu się Najświętsza Maryja Panna postanowił poświęcić się wsparciu i wykupowi jeńców z muzułmańskiej niewoli. Data ta nawiązująca do wspomnienia św. Piotra w Okowach prawdopodobnie jest symboliczna.
Na dworze króla Jakuba I Zdobywcy poznał św. Rajmunda i z ich pomocą założył zakon mercedariuszów zajmujący się wykupem jeńców. Przez trzydzieści lat działalności jako przełożony mercederianów (do 1249 roku) ocalił tysiące więzionych przez Maurów chrześcijańskich niewolników, a działalnością zgromadzenia objął całą Hiszpanię. Dwukrotnie brał udział w wyprawach do Afryki zakończonych uwolnieniem 800 jeńców, a wyprawy do Walencji i Grenady uratowały 400 chrześcijan. W przeciągu stu lat działalności zakonu 26 tysięcy jeńców odzyskało wolność dzięki tej formie pomocy.
Dokumenty poświadczające życie św. Piotra Nolasco stawiają pod znakiem zapytania tradycyjne ujęcie jego biografii. Prawdopodobnie był Katalończykiem pochodzenia irlandzkiego urodzonym około roku 1186 w Mas-Saintes-Puelles. Po osiedleniu na Majorce, pierwszego wykupu chrześcijańskich niewolników dokonał w Walencji w 1238, a kolejnego w Algierze w 1243 roku. Zakon przez niego założony początkowo skupiał laikat, gdyż sam założyciel nie był kapłanem. W 1235 roku papież Grzegorz IX narzucił zakonowi regułę św. Augustyna, a czwarty ślub zobowiązywał członków do wykupu zachwianych w wierze lub zagrożonych apostazją nawet za cenę oddania się w niewolę.

## Kanonizacja
Papież Urban VIII dokonał kanonizacji równoważnej Piotra Nolasco 30 września 1628.
W ikonografii przedstawiany jest w białym habicie ze szkaplerzem. Serię obrazów poświęconych św. Piotrowi Nolasco namalował Francisco de Zurbarán.

## Dzień obchodów
Wspomnienie liturgiczne św. Piotra Nolasco obchodzono 28 stycznia, a także 31 tegoż miesiąca i 25 grudnia (w dies natalis), a także 6 maja.